# Bemarivo
A Bemarivo folyó Madagaszkár északi részén ered. A folyó útja során keleti irányban halad, és Madagaszkár északkeleti partvidékén, Sambavától északra torkollik az Indiai-óceánba. E vízfolyás vezeti le a Tsaratanana-hegység keleti és a Marojejy-hegység északi hegyoldalaira hullott csapadékot. Partjai mentén fekszik a Marojejy Nemzeti Park.
Az 5-ös főútvonal Nosiarina városnál keresztezi a folyót. A folyó képezi a betsimisaraka népcsoport élőhelyének északi határát. Megtévesztő módon a Sofia-folyó egyik mellékágát is Bemarivo néven nevezik.

## Galéria

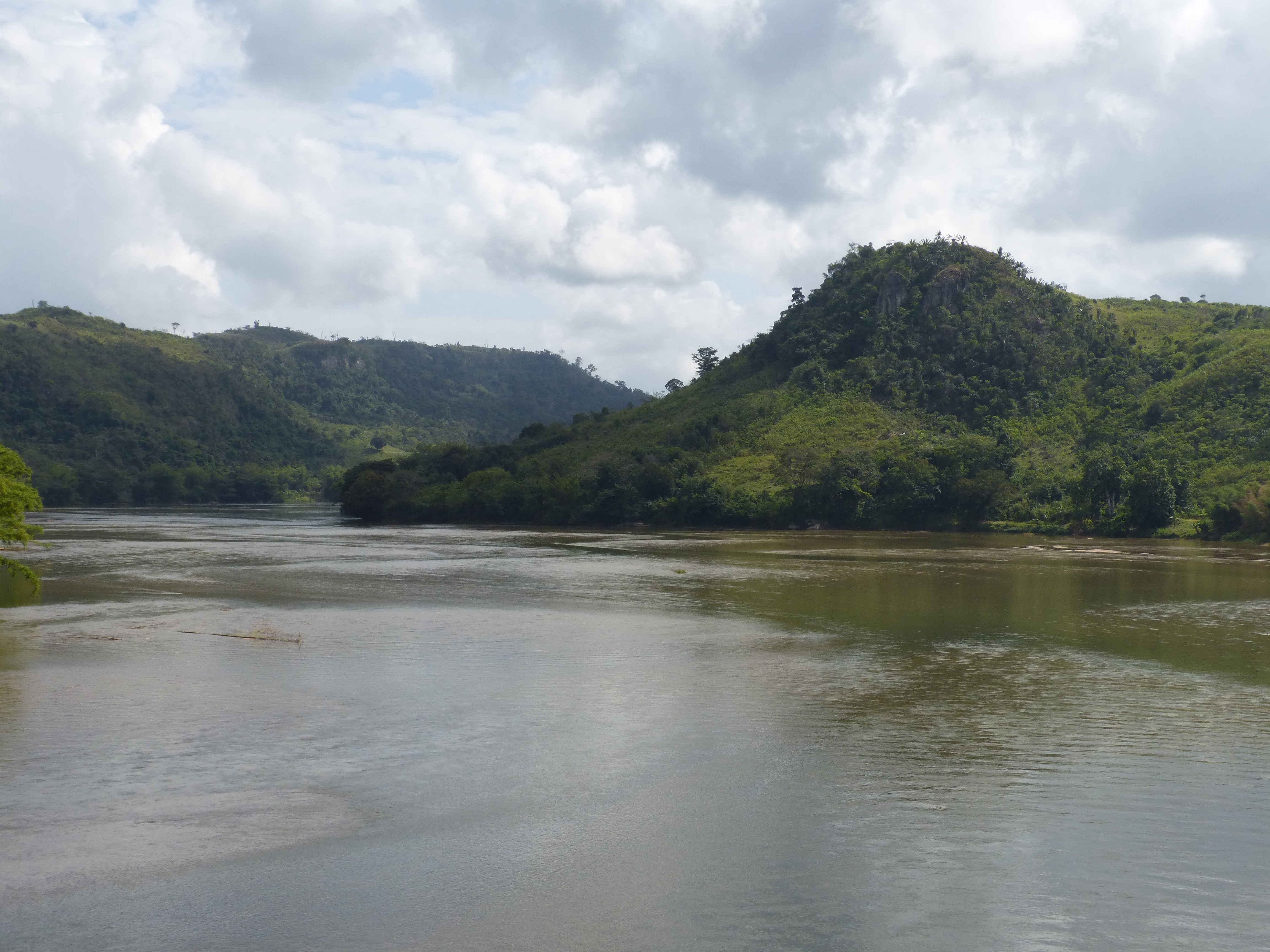
A Bemarivo folyó Nosiarinától lentebbi szakasza
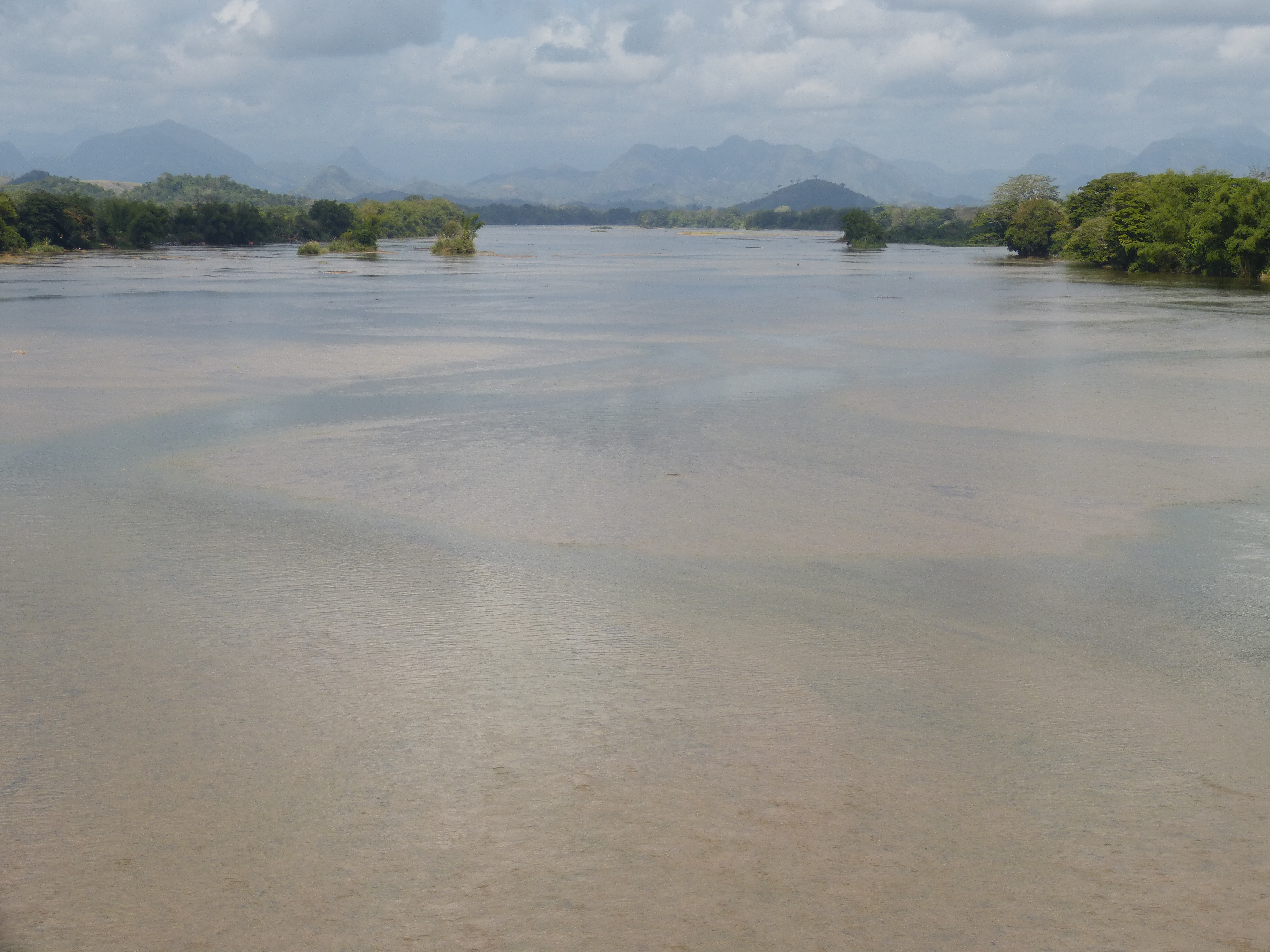
A folyó látképe

## Fordítás
- Ez a szócikk részben vagy egészben  a   Bemarivo River című angol Wikipédia-szócikk ezen változatának fordításán alapul.  Az eredeti cikk szerkesztőit annak laptörténete sorolja fel. Ez a jelzés csupán a megfogalmazás eredetét és a szerzői jogokat jelzi, nem szolgál a cikkben szereplő információk forrásmegjelöléseként.